# Karácodfa

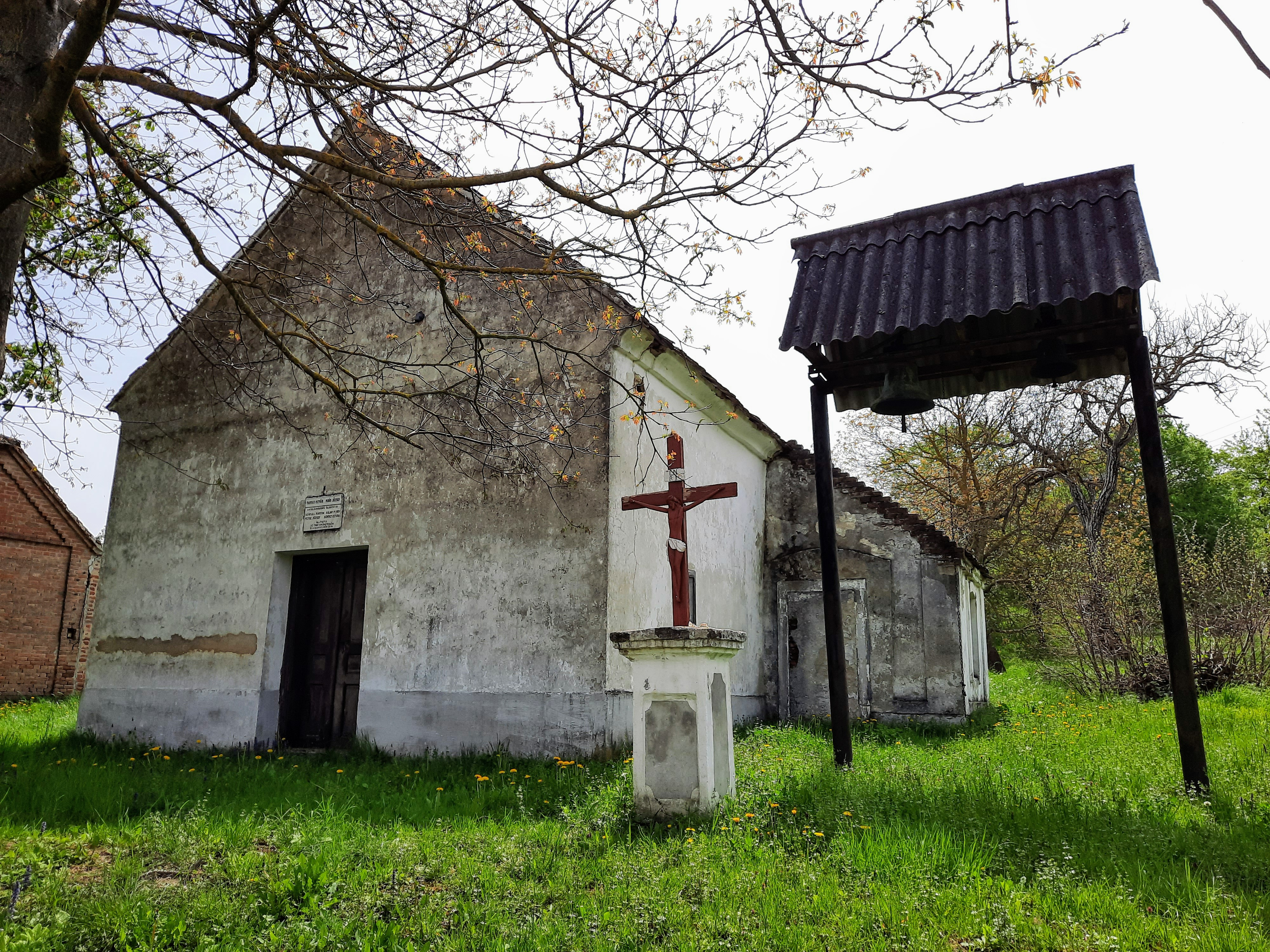
Karácodfa egykori temploma, kereszttel és haranglábbal

A Baranya vármegyében található Karácodfa önálló település volt 1978-ig, amikor Szentkatalinhoz csatolták. Első írásos említése 1554-ből származik, ekkor Karácosfalva néven tűnik fel. Feltételezések szerint az előtag a délszláv Karac személynevet foglalja magában. Nemesek faluja volt, akik kiváltságos helyzetüknek köszönhetően csupán hadiszolgálat teljesítésére voltak kötelezve. A török időket követően után a Meltzer család, később pedig gr. Majláth György királyi személynök tulajdona lett. A török hódoltság alatt részben elnéptelenedett, 1724 után elsősorban magyar családok, de szerbhorvát lakosok is telepedtek meg itt. 1898-ban épült fel a római katolikus templom, melynek harangtornyát 1972-ben lebontották. A falubeli gyermekek Szentkatalinba jártak át tanulni egy közös római katolikus népiskolába.